# Еквідистанта
Еквідистанта (лат. aequidistans — рівновіддалений) для даної плоскої кривої L — це множина кінців рівних відрізків, відкладених в певному напрямку на нормалях до L. У гіперболічної геометрії еквідістантою або гіперциклом, називається геометричне місце точок, віддалених від даної прямої на дану відстань (в Евклідовій геометрії еквідистанта прямої є пряма).
В теорії САПР еквідістантою прийнято називати лінію, рівновіддалену від оброблюваного контуру деталі на відстань, рівну радіусу ріжучого інструменту. У металообробці, наприклад, еквідистанта може описувати траєкторію руху центру фрези щодо контуру оброблюваної поверхні, а в системах автоматичного розкрою тканини — припуск на шов.